# پایگاه هوایی ننسی–اوشی
پایگاه هوایی ننسی–اوشی (به انگلیسی: Nancy – Ochey Air Base) (به زبان بومی: Base aérienne 133 Nancy-Ochey) یک فرودگاه نظامی است که یک باند فرود سنگفرش دارد و طول باند آن ۲۴۰۰ متر است. این فرودگاه در کشور فرانسه قرار دارد و در ارتفاع ۳۳۷ متری از سطح دریا واقع شده‌است.